# Титус Дуговић
Титус Дуговић (мађ. Dugovics Titusz) или Тито Дуговић (Шаркут, ? – Београд, 21. јул 1456) војник, бранилац Београда и хришћанства.
Титус је био један од ратника Јаноша Хуњадија. Узео је учешће у борбама против Турака код Варне (мађ. Várnai csata) и у бици код Београда (мађ. Nándorfehérvári csata) 1456. године где је и погинуо. Својом храброшћу и јунаштвом донео је славу својој чети. У бици код Београда када је турски барјактар, у току борбе, покушао да истакне туг на Калемегданску тврђаву, пошто није могао да га другачије спречи, Титус је дограбиши барјак повукао за собом у понор и турски барјак и турског барјактара.
Овај јуначки чин је обрађен у многим књигама а и овековечен је на једној од слика Шандора Вагнера, насликаној 1853. године. Слика се може видети у мађарској националној галерији.
Интересантно, да у мађарској литератури име турског барјактара је остало незабележено, док у турској је супротно. Дуговићево име не постоји, док је турски барјактар национални херој. У турским записима стоји да је он повукао незнаног браниоца за собом у понор.
Берталан Дуговић (мађ. Dugovics Bertalan), Титусов син је 1459. године у околини Братиславе, тада зване Пожоњска тврђава (мађ. pozsonyi vár), као признање очевог јунаштва, од Матије Хуњадија добио имање на поклон.
Највеће поштовање Титус има у мађарској општини Нађшимоњ (Nagysimony) у жупанији Ваш. Они тврде да је Титус рођен у њиховом селу, међутим то историјски нигде није потврђено. Али и поред тога Нађшимонћани су му подигли споменик а и школа носи његово име.